# Rezolucja Zgromadzenia Ogólnego ONZ nr 62/167
Rezolucja Zgromadzenia Ogólnego ONZ nr 62/167 została przyjęta 18 grudnia 2007 r.
Zgromadzenie wyraziło w niej poważne zaniepokojenie utrzymującymi się systematycznymi, powszechnymi i poważnymi naruszeniami praw człowieka w Korei Północnej, wzywając rząd Korei Północnej do pełnego poszanowania wszystkich praw człowieka i podstawowych wolności..
Głosowanie to wywołało kontrowersje w Korei Południowej w związku z ujawieniem przez byłego ministra spraw zagranicznych Korei Południowej, Song Min-soona, że Seul wstrzymał się podczas głosowania po wysłuchaniu stanowiska Pjongjangu.